# Halász Tamás (sakkozó)
Halász Tamás (Budapest, 1957. június 1. –) magyar sakkozó, edző, sportvezető, nemzetközi mester, matematikatanár.

## Élete
Anyai nagyszülei Tauszk Ervin bankszakember és Demecs Mária voltak. Apai nagyapja Halász Géza bankbizományos, az első világháború idején főhadnagyi rangban szolgált az orosz fronton, apai nagyanyja Drozda Katalin volt. Szülei Tauszk Éva és Halász Tamás belgyógyászok voltak. Apja unokatestvére Halász Ottó építőmérnök, MTA-tag volt. 1975-ben érettségizett a Radnóti Miklós Gimnáziumban, 1983-ban pedig az ELTE TTK programozó matematika szakán szerzett oklevelet. 1995-ben az ELTE TKF-n szerzett matematikatanári oklevelet, 2000-ben pedig a Szegedi Tudományegyetemen matematikatanári diplomát. 2002 óta a Budapest-Fasori Evangélikus Gimnázium matematikatanáraként dolgozik, és tart sakkszakkört. Felesége Hegymegi–Kiss Katalin Orsolya, két gyermekük született: Dániel (1993) és János (1995).
2008-ban Orosházán "A felső tagozat és a gimnázium közötti együttműködés, érdekes feladatokkal" címmel tartott előadást az evangélikus egyház által fenntartott középiskolák matematikatanárai számára.

## Sakkpályafutása
13 éves kora óta sakkozik. Ifjúsági játékosként tagja volt az 1971-72-ben csapatban magyar bajnokságot nyert Budapesti Honvédnak. Az 1974-es serdülő világbajnokságon 4-10. helyezést ért el. Ugyanebben az évben a budapesti ifjúsági válogató versenyen 3. lett. 1975-ben az újvidéki ifjúsági versenyen 2. helyezést ért el. Az 1976-os főiskolai Országos Bajnokságon 5–7., az 1977-es Ifjúsági Országos Bajnokságon 2–3. lett. Edzője Ozsváth András volt. 1979-ben bejutott a felnőtt Magyar Országos Bajnokság döntőjébe, ahol a 11. helyen végzett.
1980-ban lett mester, 1982-ben FIDE-mesteri, 1987-ben pedig nemzetközi mesteri címet szerzett.

### Kiemelkedő versenyeredményei
Az 1984-es Budapesti Asztalos-emlékversenyt megnyerte, 1988-ban Zalakaroson második, 1989-ben a Borsodtávhő Lillafüreden rendezett nagymesterversenyén 6–7. helyen végzett. Az 1991-es Schneider-emlékversenyen az 1., 1997-ben a recklinghauseni nagymesterversenyen 6. helyet szerezte meg. 2003-ban a 14. Sueder Sommerpokal versenyen 2-3. helyezést ért el.

### Eredményei csapatban
1970-től 1987-ig a Budapest Honvéd versenyzője, amellyel csapatban hatszor szerezték meg a magyar bajnoki címet. 1987-től 1992-ig a Borsodtávhő, 1993-ban a Postás, majd 1994-től a Miskolc SE sakkozója. 1988-ban tagja volt a Bajnokcsapatok Európa Kupájában ezüstérmet szerzett Budapesti Honvéd csapatának.

### Játékereje
A 2017. januárban érvényes FIDE ranglista szerint Élő pontszáma 2400, amellyel a magyar sakkozók között a 68. helyet foglalja el. Legmagasabb pontszáma 2415 volt, amelyet 1990. januárban és júniusban tartott.

## Edzői, sportvezetői tevékenysége
1990-ben a Testnevelési Főiskola Továbbképző Intézetben (TFTI) edzői oklevelet szerzett. 1985 és 1987 között Polgár Zsófia és Polgár Judit edzője volt.
Sportvezetőként a 15. női sakkolimpián (Manila, 1992) 4. helyezést elérő magyar női válogatott majd a debreceni EB női válogatottjának csapatkapitánya volt.

## Publikációi
Sakktárgyú cikkei a Sakkéletben, az Europa Rochadeban, a Pergamon Chessben és a New In Chessben jelentek meg.
- Sakkélet (1986–1993)
- Europa Rochade (1991–1993)
- New In Chess (1992–1993)

Elérhető publikációi a MATARKA adatbázisban:
- Halász Tamás: A hiszékenység ára, Avagy egy változat végnapjai. - In: Sakkélet, ISSN 0237-2525 , 1993. (43. évf.), 3. sz., 85. p.
- Ozsváth András - Halász Tamás: Tizenegyedik forduló : Nők: Magyarország-Kazahsztán : Férfiak: Hollandia-Magyarország. - In: Sakkélet, ISSN 0237-2525 , 1992. (42. évf.), 6-7 sz., 188-190. p.
- Ozsváth András - Halász Tamás: Ötödik forduló : Nők: Magyarország-Románia : Férfiak: Bulgária-Magyarország. - In: Sakkélet, ISSN 0237-2525 , 1992. (42. évf.), 6-7 sz., 175-177. p.
- Ozsváth András - Halász Tamás: Tizenharmadik forduló: Nők: Indonézia-Magyarország : Férfiak: Magyarország-Bosznia-Hercegovina. - In: Sakkélet, ISSN 0237-2525 , 1992. (42. évf.), 6-7 sz., 192-194. p.
- Ozsváth András - Halász Tamás: Hetedik forduló : Nők: Azerbajdzsán-Magyarország : Férfiak: Magyarország-Peru. - In: Sakkélet, ISSN 0237-2525 , 1992. (42. évf.), 6-7 sz., 179-180. p.
- Halász Tamás: Így látta a kapitány : Halász Tamás értékelése. - In: Sakkélet, ISSN 0237-2525 , 1992. (42. évf.), 6-7 sz., 195-196. p.
- Halász Tamás: Egy ritka változat elméletéhez : (III.) : [Szláv védelem, Noteboom változat] : [1. d4, d5 2. c4, e6 3. Hc3, Hc6 4. Hf3, dxc4 (D31)]. - In: Sakkélet, ISSN 0237-2525 , 1992. (42. évf.), 3-4. sz., 107-109. p.
- Ozsváth András - Halász Tamás: Harmadik forduló : Nők: Izrael-Magyarország : Férfiak: Moldova-Magyarország. - In: Sakkélet, ISSN 0237-2525 , 1992. (42. évf.), 6-7 sz., 171-172. p.
- Ozsváth András - Halász Tamás: Első forduló : Nők : Magyarország-Svédország : Férfiak : Ausztria-Magyarország. - In: Sakkélet, ISSN 0237-2525 , 1992. (42. évf.), 6-7 sz., 168-170. p.
- Ozsváth András - Halász Tamás: Tizennegyedik forduló : Nők: Magyarország-India : Férfiak: Magyarország-Románia. - In: Sakkélet, ISSN 0237-2525 , 1992. (42. évf.), 6-7 sz., 194-195. p.
- Ozsváth András - Halász Tamás: Hatodik forduló : Nők: Magyarország-Ukrajna : Férfiak: Anglia-Magyarország. - In: Sakkélet, ISSN 0237-2525 , 1992. (42. évf.), 6-7 sz., 177-179. p.
- Ozsváth András - Halász Tamás: Kilencedik forduló : Nők: Kína-Magyarország : Férfiak: Magyarország-Üzbegisztán. - In: Sakkélet, ISSN 0237-2525 , 1992. (42. évf.), 6-7 sz., 183-185. p.
- Ozsváth András - Halász Tamás: Tizenkettedik forduló : Nők: Magyarország-Egyesült Államok : Férfiak: Magyarország-Grúzia. - In: Sakkélet, ISSN 0237-2525 , 1992. (42. évf.), 6-7 sz., 190-191. p.
- Ozsváth András - Halász Tamás: Tizedik forduló : Nők:Hollandia-Magyarország : Férfiak: Egyesült Államok-Magyarország. - In: Sakkélet, ISSN 0237-2525 , 1992. (42. évf.), 6-7 sz., 185-187. p.
- Ozsváth András - Halász Tamás: Nyolcadik forduló : Nők: Magyarország-Grúzia : Férfiak: Magyarország-Izland. - In: Sakkélet, ISSN 0237-2525 , 1992. (42. évf.), 6-7 sz., 180-183. p.
- Halász Tamás: Egy ritka változat elméletéhez : (II) : [Szláv védelem, Noteboom változat] : [1. d4, d5 2. c4, e6 3. Hc3, Hc6 4. Hf3, dxc4 (D31)]. - In: Sakkélet, ISSN 0237-2525 , 1992. (42. évf.), 1-2. sz., 50. p.
- Ozsváth András - Halász Tamás: Negyedik forduló : Nők: Magyarország-Anglia : Férfiak: Magyarország-Izrael. - In: Sakkélet, ISSN 0237-2525 , 1992. (42. évf.), 6-7 sz., 173-174. p.
- Ozsváth András - Halász Tamás: Második forduló : Nők: Spanyolország-Magyarország : Férfiak: Magyarország-Fülöp-szk. A. - In: Sakkélet, ISSN 0237-2525 , 1992. (42. évf.), 6-7 sz., 170-171. p.
- Halász Tamás: Egy változat újjászületése : [Ragozin védelem]. - In: Sakkélet, ISSN 0237-2525 , 1991. (41. évf.), 8. sz., 249-251. p.
- Halász Tamás: Egy ritka változat elméletéhez : (I) : [Szláv védelem, Noteboom változat] : [1. d4, d5 2. c4, e6 3. Hc3, Hc6 4. Hf3, dxc4 (D31)]. - In: Sakkélet, ISSN 0237-2525 , 1991. (41. évf.), 12. sz., 374-376. p.
- Sziva Erika - Halász Tamás: Női zónaközi a dzsungel közepén. - In: Sakkélet, ISSN 0237-2525 , 1990. (40. évf.), 9. sz., 264-266. p.
- Sziva Erika - Halász Tamás - Mádl Ildikó: Így vizsgáztunk Brnóban : Mádl Ildikó másodszor, Sziva Erika először a zónaközi döntőben! : Női világbajnoki zónaverseny. - In: Sakkélet, ISSN 0237-2525 , 1990. (40. évf.), 1-2. sz., 20-25. p.
- Halász Tamás: A X. Schneider Miklós emlékverseny. - In: Sakkélet, ISSN 0237-2525 , 1990. (40. évf.), 4. sz., 112-113. p.
- Halász Tamás: Porabka '87. - In: Sakkélet, ISSN 0237-2525 , 1987. (37. évf.), 8. sz., 255. p.